# Höjdhopp för herrar vid inomhusvärldsmästerskapen i friidrott 2022
Herrarnas höjdhopp vid inomhusvärldsmästerskapen i friidrott 2022 hölls den 20 mars 2022 på Štark arena i Belgrad i Serbien. 12 tävlande från 11 nationer deltog.
Woo Sang-hyeok från Sydkorea vann guldet efter ett hopp på 2,34 meter. Silvermedaljen togs av schweiziska Loïc Gasch som gjorde ett säsongsbästa på 2,31 meter. Både Gianmarco Tamberi från Italien och Hamish Kerr från Nya Zeeland klarade samma höjd som Gasch, men hade fler rivningar och tog därmed delat brons.

## Resultat
Finalen startade klockan 10:45.
| Placering | Idrottare           | Nationalitet | 2,15 m | 2,20 m | 2,24 m | 2,28 m | 2,31 m | 2,34 m | 2,37 m | Resultat | Noteringar |
| --------- | ------------------- | ------------ | ------ | ------ | ------ | ------ | ------ | ------ | ------ | -------- | ---------- |
| 1         | Woo Sang-hyeok      | Sydkorea     | –      | o      | o      | o      | xxo    | o      | xx–    | 2,34 m   |            |
| 2         | Loïc Gasch          | Schweiz      | o      | o      | o      | o      | xo     | xxx    |        | 2,31 m   | 0SB0       |
| 3         | Gianmarco Tamberi   | Italien      | o      | o      | xo     | o      | xo     | xxx    |        | 2,31 m   | 0SB0       |
| 3         | Hamish Kerr         | Nya Zeeland  | xo     | o      | o      | o      | xo     | xxx    |        | 2,31 m   | 0NR0       |
| 5         | Thiago Moura        | Brasilien    | o      | xo     | xo     | xo     | xo     | xxx    |        | 2,31 m   | 0AR0       |
| 6         | Thomas Carmoy       | Belgien      | o      | o      | xxo    | xxo    | xxx    |        |        | 2,28 m   | 0PB0       |
| 7         | Fernando Ferreira   | Brasilien    | o      | o      | o      | xxx    |        |        |        | 2,24 m   | 0SB0       |
| 7         | Edgar Rivera        | Mexiko       | o      | o      | o      | xxx    |        |        |        | 2,24 m   | 0SB0       |
| 9         | Norbert Kobielski   | Polen        | o      | o      | xxo    | xxx    |        |        |        | 2,24 m   |            |
| 10        | Darryl Sullivan Jr. | USA          | xo     | o      | xxo    | xxx    |        |        |        | 2,24 m   |            |
| 11        | Donald Thomas       | Bahamas      | o      | xo     | xxx    |        |        |        |        | 2,20 m   |            |
| 12        | Naoto Tobe          | Japan        | o      | xxx    |        |        |        |        |        | 2,15 m   |            |